# Jaroslav Špaček
Jaroslav Špaček (Rokycany, 11 febbraio 1974) è un ex hockeista su ghiaccio ceco.

## Carriera
Ha vinto due medaglie olimpiche nell'hockey su ghiaccio con la nazionale maschile ceca. In particolare ha conquistato la medaglia d'oro alle Olimpiadi invernali di Nagano 1998 e la medaglia di bronzo alle Olimpiadi invernali di Torino 2006.
Ha conquistato tre medaglie d'oro (1999, 2001 e 2005) ai campionati mondiali.
Nella sua carriera professionale ha militato in NHL negli anni 2000 e nei primi anni 2010, indossando le casacche di Florida Panthers, Chicago Blackhawks, Columbus Blue Jackets, Edmonton Oilers, Buffalo Sabres, Montreal Canadiens e Carolina Hurricanes. In patria ha giocato con l'HC Plzeň e l'HC Slavia Praha, mentre in Svezia ha fatto parte del Färjestad Bollklubb.
Si è ritirato nel 2012.